# Spontaniczne złamanie symetrii
Spontaniczne złamanie symetrii – zjawisko fizyczne zachodzące wówczas, gdy stan podstawowy układu fizycznego ma niższą symetrię (opisaną podgrupą G0 grupy G), niż symetria układu fizycznego (opisana grupą G).
Złamane symetrie fizyczne stają się dopiero widoczne w wysokich energiach. Stany symetryczne względem złamanej symetrii mogą wtedy przekształcać się między sobą i stają się wtedy nieodróżnialne.

## Wyprowadzenie na przykładzie
Załóżmy, że energia układu fizycznego zależy od jakiegoś parametru {\displaystyle x.} Załóżmy też, że energia ta wyraża się wzorem ({\displaystyle E_{p}} jest jakąś stałą):
{\displaystyle E=(x^{2}-E_{p})^{2}=x^{4}-2E_{p}x^{2}+E_{p}^{2}.}
Równanie to jest symetryczne względem przekształcenia {\displaystyle x\to -x} i taką właśnie symetrię fizycy spodziewają się zaobserwować w przyrodzie.
Jednak równanie to ma dwa minima (stany podstawowe, stany próżni): {\displaystyle x={\sqrt {E_{p}}}} i {\displaystyle x=-{\sqrt {E_{p}}}.} Żadne z tych minimów nie jest symetryczne względem przekształcenia {\displaystyle x\to -x,} a jest ich więcej niż jedno. Dla niskich energii fizycy zauważą więc dwa niesymetryczne stany. Wyjściowa symetria będzie niewidoczna i właśnie to zjawisko jest nazywane spontanicznym złamaniem symetrii.
Dopiero kiedy przeprowadzi się eksperyment na obiektach o energii przewyższającej {\displaystyle E_{p},} wyjściowa symetria stanie się widoczna. Oba niesymetryczne stany podstawowe będą się wzajemnie w siebie przekształcać i wymieszają się w jeden stan symetryczny. W kontekście fizyki kwantowej próg ten nazywa się energią unifikacji.

## Analogia
Spontaniczne łamanie symetrii można przybliżyć poprzez następującą analogię. Wyobraźmy sobie garść monet zawieszonych w stanie nieważkości. Jesteśmy w stanie odróżnić orła od reszki, ale poza tym monety są symetryczne względem odwracania. Każdą monetę, na której widzimy orła, możemy odwrócić o 180° i zobaczymy na niej reszkę.
Wyobraźmy sobie teraz, że wszystkie monety spadły na jakąś płaszczyznę. Niektóre z nich leżą do góry orłem, niektóre reszką. Bez podnoszenia monet z płaszczyzny nie możemy zamienić monety z orłem na monetę z reszką. Zatem nie ma już symetrii między nimi. Wyjściową symetrię można zauważyć tylko przy odpowiedniej energii, pozwalającej na podniesienie monety.

## Przykłady złamanych symetrii w fizyce
Zjawisko spontanicznego złamania symetrii występuje w wielu dziedzinach fizyki.

### Ferromagnetyzm
W fizyce fazy skondensowanej zjawisko to odpowiedzialne jest za powstanie spontanicznego namagnesowania w ferromagnetykach. Oddziałujący w krysztale układ spinów ma symetrię grupy obrotów SO(3). Stan podstawowy (stan o najniższej energii) preferuje ustawienie się spinów wzdłuż jednej dowolnej (spontanicznie wybranej) osi. Spiny w tym stanie mogą się jeszcze obracać wzdłuż tej osi. Stan ten ma symetrię podgrupy SO(2). Drgania termiczne niszczą to uporządkowanie co prowadzi do zjawiska przejścia fazowego.

### Teorie pól kwantowych
W teoriach pól kwantowych pola Higgsa przyjmują w próżni niezerowe wartości, przez co stan podstawowy ma niższą symetrię niż wyjściowy układ fizyczny. Np. Model Standardowy ma symetrię cechowania SUc(3)xSUL(2)xUY(1). W stanie podstawowym symetria ta na skutek kondensacji pól Higgsa i nabywania przez te pola niezerowych wartości średnich ulega złamaniu do SUc(3)xUQ(1). Konsekwencja zjawiska spontanicznego złamania symetrii jest pojawienie się bezmasowych wzbudzeń (cząstek) o spinie 0 nazywanych bozonami Goldstona i efekt nadawania niektórym cząstkom masy.

### Inne
Inne przykłady, gdzie występuje spontaniczne łamanie symetrii, to nadprzewodnictwo, teoria oddziaływań elektrosłabych lub teorie wielkiej unifikacji.

## Symetrie przybliżone
W fizyce istnieje również zjawisko symetrii przybliżonej, której nie należy mylić ze spontanicznym łamaniem symetrii. Symetria przybliżona również może być spontanicznie złamana. Przy łamaniu symetrii przybliżonej pojawiają się cząstki o spinie 0 obdarzone masą zwane bozonami pseudogoldstonowskimi. Mezony pi 0 są bozonami pseudogoldstonowskimi złamanej przybliżonej symetrii izospinowej.